# Raúl González (calciatore 1994)
Raúl González (Ocean Springs, 23 settembre 1994) è un ex calciatore portoricano, di ruolo centrocampista.

## Carriera

### Nazionale
Il 19 gennaio 2021 ha esordito con la nazionale portoricana giocando l'amichevole vinta 0-1 contro la Rep. Dominicana.

## Statistiche

### Cronologia presenze e reti in nazionale
| Cronologia completa delle presenze e delle reti in nazionale ― Porto Rico | Cronologia completa delle presenze e delle reti in nazionale ― Porto Rico | Cronologia completa delle presenze e delle reti in nazionale ― Porto Rico | Cronologia completa delle presenze e delle reti in nazionale ― Porto Rico | Cronologia completa delle presenze e delle reti in nazionale ― Porto Rico | Cronologia completa delle presenze e delle reti in nazionale ― Porto Rico | Cronologia completa delle presenze e delle reti in nazionale ― Porto Rico | Cronologia completa delle presenze e delle reti in nazionale ― Porto Rico |
| Data                                                                      | Città                                                                     | In casa                                                                   | Risultato                                                                 | Ospiti                                                                    | Competizione                                                              | Reti                                                                      | Note                                                                      |
| ------------------------------------------------------------------------- | ------------------------------------------------------------------------- | ------------------------------------------------------------------------- | ------------------------------------------------------------------------- | ------------------------------------------------------------------------- | ------------------------------------------------------------------------- | ------------------------------------------------------------------------- | ------------------------------------------------------------------------- |
| 19-1-2021                                                                 | Santo Domingo                                                             | Rep. Dominicana                                                           | 0 – 1                                                                     | Porto Rico                                                                | Amichevole                                                                | -                                                                         | 19’                                                                       |
| 22-1-2021                                                                 | Città del Guatemala                                                       | Guatemala                                                                 | 1 – 0                                                                     | Porto Rico                                                                | Amichevole                                                                | -                                                                         | 62’                                                                       |
| 24-3-2021                                                                 | San Cristóbal                                                             | Saint Kitts e Nevis                                                       | 1 – 0                                                                     | Porto Rico                                                                | Qual. Mondiali 2022                                                       | -                                                                         |                                                                           |
| 28-3-2021                                                                 | Mayagüez                                                                  | Porto Rico                                                                | 1 – 1                                                                     | Trinidad e Tobago                                                         | Qual. Mondiali 2022                                                       | -                                                                         | 88’                                                                       |
| Totale                                                                    |                                                                           | Presenze                                                                  | 4                                                                         |                                                                           | Reti                                                                      | 0                                                                         |                                                                           |